# Lucy van Dael
Lucy van Dael (1946) è una violinista olandese.

## Biografia
Ha studiato violino al Royal Conservatory dell'Aia, cominciando la sua carriera come membro della Netherlands Chamber Orchestra sotto la direzione di Szimon Goldberg, ma presto è passata allo studio del violino barocco.
È incominciata così la sua lunga collaborazione con Gustav Leonhardt, Frans Brüggen, Ton Koopman, i fratelli Kuijken diventando una delle principali interpreti dell'antico modo di suonare gli strumenti ad archi. Ha fondato assieme a Frans Brüggen l'Orchestra of the 18th Century ed ha suonato in molte orchestre barocche, sia come violino che come viola solista. Tra queste possiamo citare:
- Leonhardt Consort
- La Petite Bande
- European Union Baroque Orchestra
- Concerto Amsterdam
- Irish Baroque Orchestra
- Beethoven Akademie
- Academia Montis Regalis